# Kfar ha-Choreš
Kfar ha-Choreš (hebrejsky כפר החורש, doslova „Vesnice v zalesněném kraji“, anglicky Kfar HaHoresh, v oficiálním seznamu sídel Kefar HaHoresh) je vesnice typu kibuc v Izraeli, v Severním distriktu, v Oblastní radě Jizre'elské údolí.

## Geografie
Leží v Dolní Galileji, v nadmořské výšce 413 metrů na vrcholu zalesněného vrchu Giv'at Jif'a v pohoří Harej Nacrat (Nazaretské hory). Směrem k severu terén stoupá k horám Har Bahran a Har Cameret, na jihu a jihozápadě naopak klesá směrem k Jizre'elskému údolí.
Vesnice se nachází cca 2 kilometry západně od Nazaretu, cca 83 kilometrů severovýchodně od centra Tel Avivu a cca 30 kilometrů jihovýchodně od Haify. Kfar ha-Choreš obývají Židé, přičemž osídlení v tomto regionu je etnicky smíšené. Na severu a východě převažují sídla obývaná izraelskými Araby v aglomeraci Nazaretu. Na jižní a západní straně převažuje židovské osídlení (město Migdal ha-Emek).
Kfar ha-Choreš je na dopravní síť napojen pomocí místní komunikace, která ústí do dálnice číslo 75.

## Dějiny
Kfar ha-Choreš byl založen v roce 1933. V roce 1930 získal Židovský národní fond 4000 dunamů (4 kilometry čtvereční) pozemků v této lokalitě. Kvůli obavám, že případné nevyužívání půdy, by mohlo vést k jejímu obsazení, bylo rozhodnuto zde založit trvalé sídlo a zahájit obdělávání zdejších pozemků. Na budování vesnice se podíleli členové mládežnického hnutí Gordonia. Ti do té doby provizorně sídlili poblíž Nes Cijony.
Ve své době šlo o jedno z mála židovských sídel zřízených v rámci osidlovací politiky v mandátní Palestině v kopcovitém terénu. Drtivá většina židovských zemědělských vesnic v té době vznikala v nížinách.
Kfar ha-Choreš tak byl experimentálním typem osady, která měla i strategický význam (kontrola Jizre'elského údolí a údolí Nazaretu). Zároveň byla mimořádně izolovaná. Teprve roku 1947 byla zbudována zpevněná silnice do údolí. Významnou roli hrála tato osada během války za nezávislost v roce 1948. Izraelským silám se podařilo v červenci 1948 v rámci Operace Dekel dobýt rozsáhlé oblasti západní Galileji. Díky tomu bylo po několika měsících ukončeno arabské obléhání Kfar ha-Choreš a Židé naopak získali strategickou převahu v aglomeraci Nazaretu a toto arabské město krátce poté kapitulovalo. Kvůli obléhání ale byli obyvatelé vesnice dočasně evakuováni a po válce se sem již nevrátili. Na jejich místo přišla nová osadnická skupina tvořená židovskými přistěhovalci z Maďarska.
Roku 1949 měla obec 236 obyvatel a rozlohu katastrálního území 800 dunamů (0,8 kilometru čtverečního).
Ekonomika kibucu je založena na zemědělství, funguje tu velká pekárna. Je zde ubytování pro turisty. V roce 2000 prošel kibuc privatizací, po níž jsou jeho členové odměňování individuálně, podle odvedené práce. V obci funguje zařízení předškolní péče o děti. Základní škola je v kibucu Ginegar. V Kfar ha-Choreš je k dispozici zdravotní a zubní ordinace, knihovna a plavecký bazén. Vesnice prochází stavební expanzí. Plánuje se cca 100 nových bytových jednotek.

## Demografie
Obyvatelstvo v kibucu Kfar ha-Choreš je sekulární. Podle údajů z roku 2014 tvořili naprostou většinu obyvatel v Kfar ha-Choreš Židé (včetně statistické kategorie "ostatní", která zahrnuje nearabské obyvatele židovského původu ale bez formální příslušnosti k židovskému náboženství).
Jde o menší sídlo vesnického typu s dlouhodobě rostoucí populací. K 31. prosinci 2014 zde žilo 575 lidí. Během roku 2014 populace stoupla o 0,3 %.
| Rok            | 1948 | 1949 | 1961 | 1972 | 1983 | 1995 | 2001 | 2003 | 2004 | 2005 | 2006 | 2007 | 2008 | 2009 | 2010 | 2011 | 2012 | 2013 | 2014 |
| -------------- | ---- | ---- | ---- | ---- | ---- | ---- | ---- | ---- | ---- | ---- | ---- | ---- | ---- | ---- | ---- | ---- | ---- | ---- | ---- |
| Počet obyvatel | 193  | 236  | 222  | 252  | 371  | 463  | 405  | 433  | 421  | 422  | 423  | 439  | 440  | 544  | 548  | 557  | 564  | 573  | 575  |